# Decticryptis
Decticryptis là một chi bướm đêm thuộc họ Noctuidae.

## Các loài
- Decticryptis deleta Moore, [1885]